# Équipe de Suisse de football en 1953
Cet article présente les résultats de l'équipe de Suisse de football lors de l'année 1953.

## Bilan
|           | Nombre de matchs | Victoires | Défaites | Matchs nuls | Buts marqués | Buts encaissés |
| Domicile  | 3                | 0         | 2        | 1           | 4            | 8              |
| Extérieur | 3                | 2         | 1        | 0           | 6            | 8              |
| Neutre    | 0                | 0         | 0        | 0           | 0            | 0              |
| Total     | 6                | 2         | 3        | 1           | 10           | 16             |

## Matchs et résultats
| Match amical                             | Pays-Bas    | 1 - 2   | Suisse                | Stade olympique, Amsterdam                      |                                                 |
| 22 mars 1953 · Historique des rencontres | Lenstra 31e | (1 - 1) | 1re Mauron · 57e Hügi | Spectateurs : 64 000 Arbitrage : Reginald Leafe | Spectateurs : 64 000 Arbitrage : Reginald Leafe |
| 22 mars 1953 · Historique des rencontres | Rapport     |         |                       | Spectateurs : 64 000 Arbitrage : Reginald Leafe | Spectateurs : 64 000 Arbitrage : Reginald Leafe |

| Match amical                            | Suisse    | 1 - 2   | Turquie                | Wankdorf, Berne                                   |                                                   |
| 25 mai 1953 · Historique des rencontres | Meier 14e | (1 - 1) | 21e 75e İstanbulluoğlu | Spectateurs : 16 500 Arbitrage : Giuseppe Carpani | Spectateurs : 16 500 Arbitrage : Giuseppe Carpani |
| 25 mai 1953 · Historique des rencontres | Rapport   |         |                        | Spectateurs : 16 500 Arbitrage : Giuseppe Carpani | Spectateurs : 16 500 Arbitrage : Giuseppe Carpani |

| Match amical                             | Suisse          | 1 - 4   | Danemark                                   | Rankhof, Bâle                                |                                              |
| 27 juin 1953 · Historique des rencontres | Hügi 72e (pen.) | (0 - 1) | 31e Sørensen · 59e 68e Jensen · 82e Hansen | Spectateurs : 10 000 Arbitrage : Leo Lemešić | Spectateurs : 10 000 Arbitrage : Leo Lemešić |
| 27 juin 1953 · Historique des rencontres | Rapport         |         |                                            | Spectateurs : 10 000 Arbitrage : Leo Lemešić | Spectateurs : 10 000 Arbitrage : Leo Lemešić |

| Coupe internationale européenne 1948-1953     | Tchécoslovaquie                                     | 5 - 0   | Suisse | Strahov, Prague                                     |                                                     |
| 20 septembre 1953 · Historique des rencontres | Pažický 38e · Trnka 59e 63e · Kraus 75e · Hertl 86e | (1 - 0) |        | Spectateurs : 48 000 Arbitrage : Karel van der Meer | Spectateurs : 48 000 Arbitrage : Karel van der Meer |
| 20 septembre 1953 · Historique des rencontres | Rapport                                             |         |        | Spectateurs : 48 000 Arbitrage : Karel van der Meer | Spectateurs : 48 000 Arbitrage : Karel van der Meer |

| Match amical                                 | France  | 2 - 4   | Suisse                          | Stade olympique Yves-du-Manoir, Paris         |                                               |
| 11 novembre 1953 · Historique des rencontres | Újlaki  | (1 - 4) | 9e 16e 36e Antenen · 21e Fatton | Spectateurs : 45 986 Arbitrage : Arthur Ellis | Spectateurs : 45 986 Arbitrage : Arthur Ellis |
| 11 novembre 1953 · Historique des rencontres | Rapport |         |                                 | Spectateurs : 45 986 Arbitrage : Arthur Ellis | Spectateurs : 45 986 Arbitrage : Arthur Ellis |

| Match amical                                 | Suisse                   | 2 - 2   | Belgique              | Hardturm, Zurich                                |                                                 |
| 22 novembre 1953 · Historique des rencontres | Fatton 57e · Antenen 89e | (0 - 2) | 1re 18e van den Bosch | Spectateurs : 26 000 Arbitrage : Emil Schmetzer | Spectateurs : 26 000 Arbitrage : Emil Schmetzer |
| 22 novembre 1953 · Historique des rencontres | Rapport                  |         |                       | Spectateurs : 26 000 Arbitrage : Emil Schmetzer | Spectateurs : 26 000 Arbitrage : Emil Schmetzer |